# Povelić
Povelić je naselje u sastavu Grada Križevaca, u Koprivničko-križevačkoj županiji.

## Stanovništvo
Prema popisu iz 2011. naselje je imalo 86 stanovnika.

## Kultra i Društvo
U Poveliću djeluje DVD Povelić koji ima 35 članova. U poveliću su dvije kapelice Svetoga Trojstva jedna katolićka a druga pravoslavna. Katolička je Kapela Presvetog Trojstva.

| broj stanovnika | 181   | 201   | 194   | 222   | 279   | 292   | 277   | 285   | 322   | 310   | 286   | 243   | 187   | 129   | 100   | 86    | 63    |
|                 | 1857. | 1869. | 1880. | 1890. | 1900. | 1910. | 1921. | 1931. | 1948. | 1953. | 1961. | 1971. | 1981. | 1991. | 2001. | 2011. | 2021. |